# Київська вулиця (Кременчук)
Ки́ївська ву́лиця — одна з вулиць Кременчука. Протяжність близько 3100 метрів.

## Розташування
Вулиця розташована в північній частині міста. Починається з проспекту Свободи і прямує на північний-захід, де виходить за межі міста та переходить у вулицю Київську села Піщаного Кременчуцького району.
Проходить крізь такі вулиці (з початку вулиці до кінця):
- 1-й Піщаний тупик
- 2-й Піщаний тупик
- Вадима Пугачова
- Пров. 40-річчя ДАІ
- Пров. Яровий

## Опис

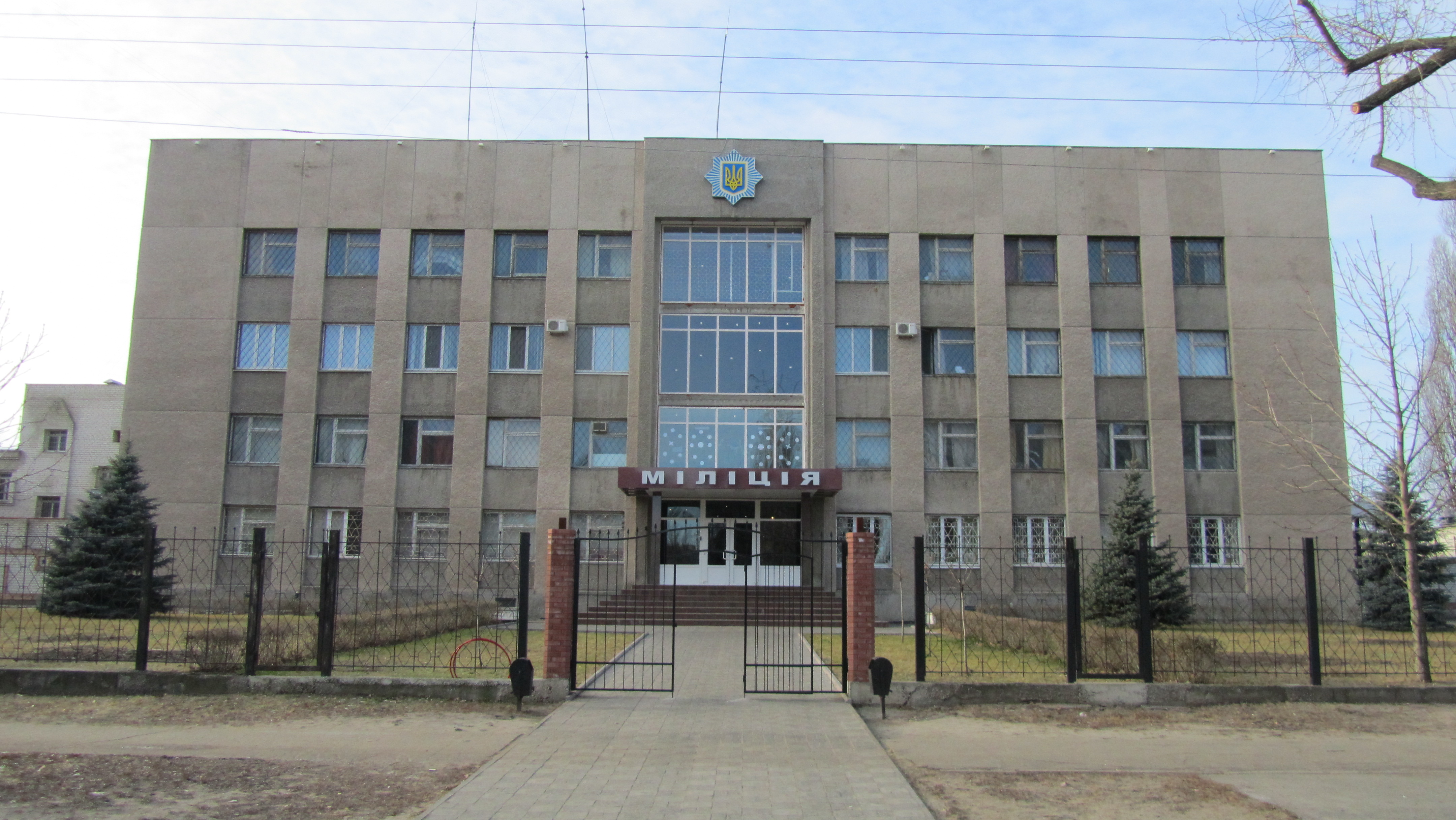
Автозаводський РВ УМВС України у Полтавській області

Вулиця розташована у північній частині міста, вона відіграє важливу роль для міста, так як є однією з основних міжміських транспортних артерій.

## Походження назви
Вулиця названа на честь столиці України — Києва. Це основна магістраль, через яку прямують автівки, що їдуть до Києва та з нього.

## Будівлі та об'єкти
На вулиці розташовані такі об'єкти: міська стоматологічна поліклініка, автозаводський районний відділ УВС, районна ветеринарна лікарня, Стрітенська церква.